# Transport kolejowy w Chorwacji

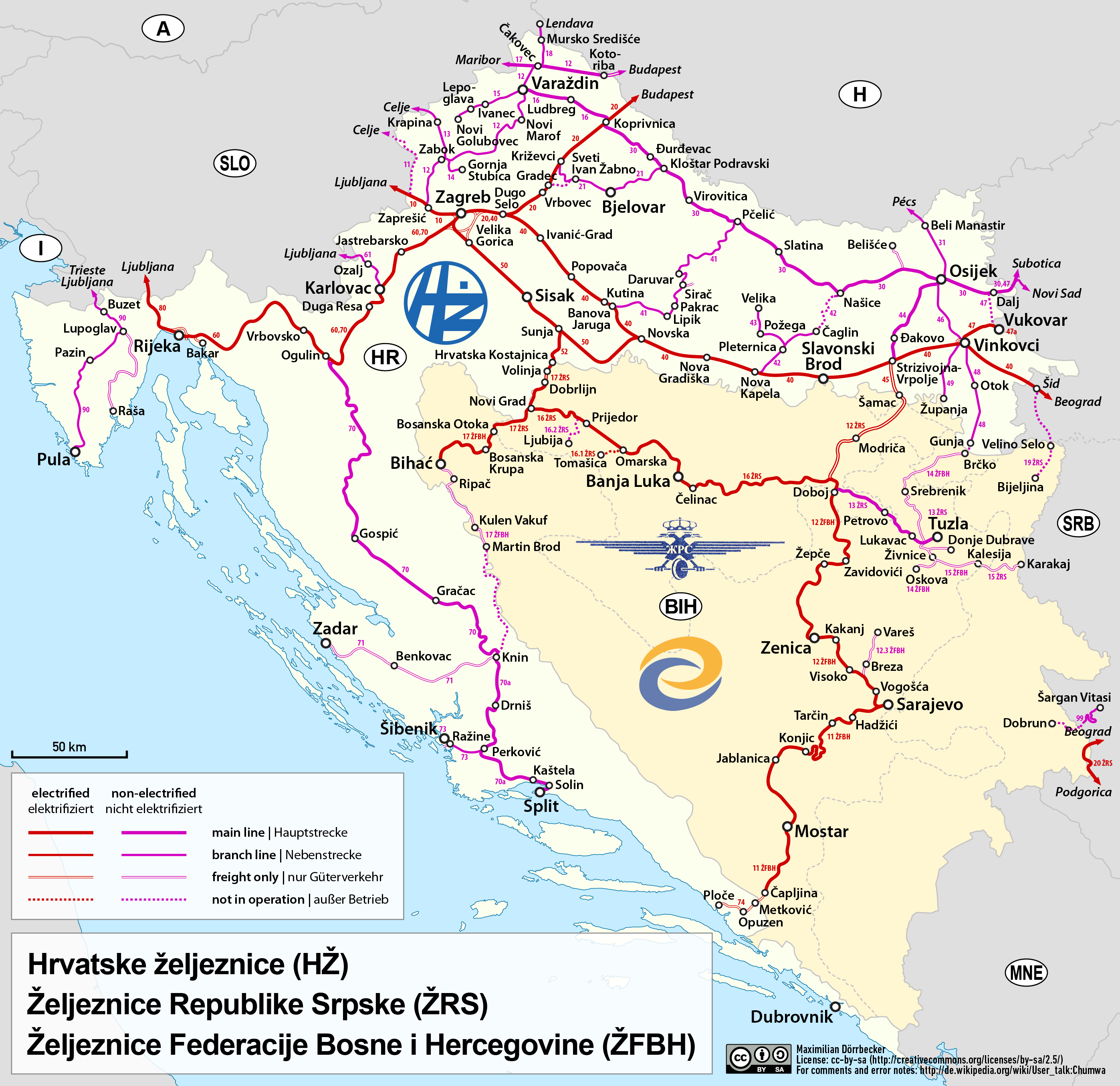
Mapa sieci kolejowej Chorwacji oraz Bośni i Hercegowiny

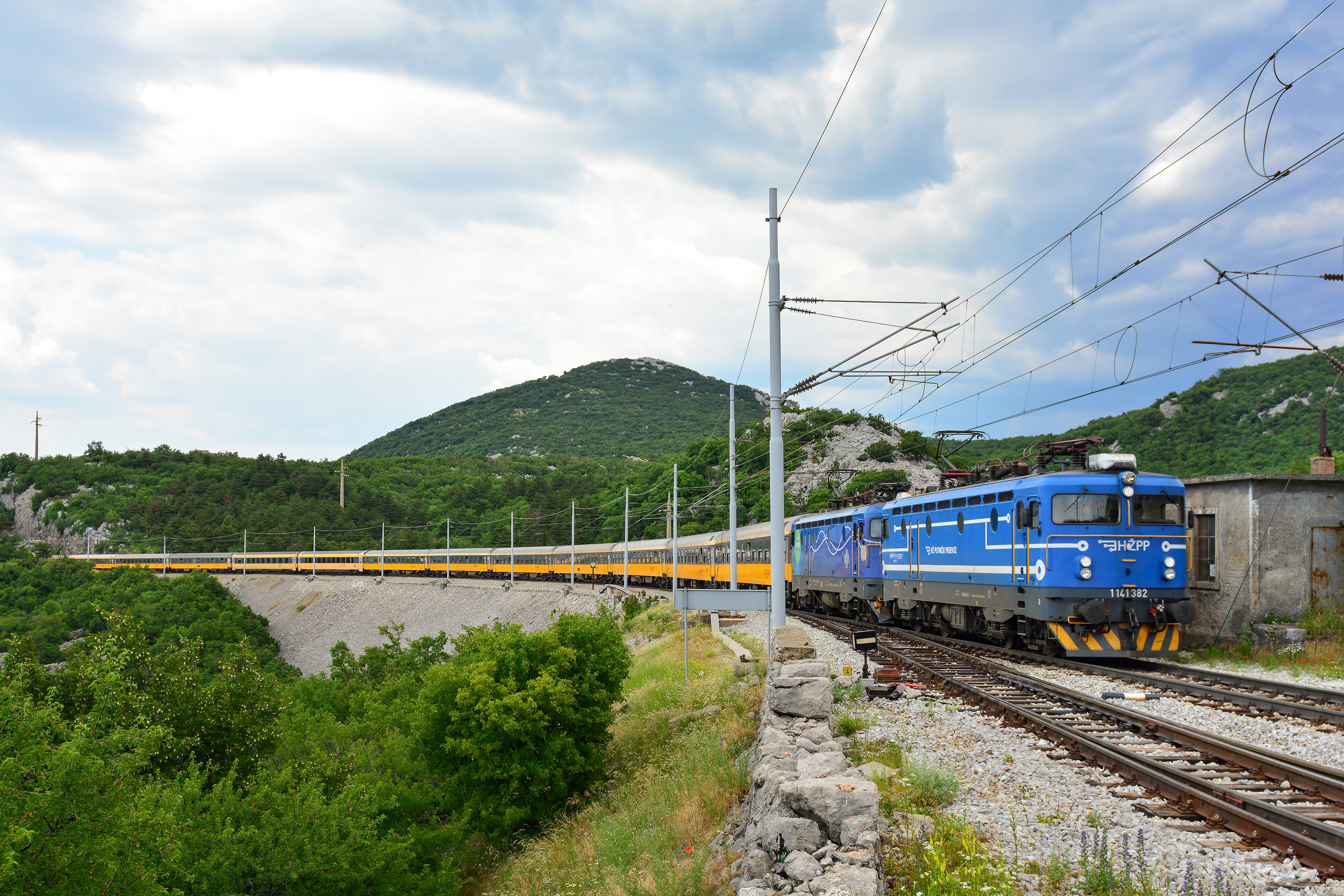
Pociąg RegioJet rel. Rijeka – Praga na stacji Meja

Transport kolejowy w Chorwacji – system transportu kolejowego działający na terenie Chorwacji.
W Chorwacji istnieje 2617 km linii kolejowych z czego 980 km jest zelektryfikowanych. Linie mają normalny rozstaw szyn – 1435 mm. Narodowy przewoźnik to Hrvatske željeznice.

## Infrastruktura
Napięcie obowiązujące na liniach zelektryfikowanych to 25 kV 50 Hz.